# Juan Facundo Quiroga
Juan Facundo Quiroga (castellà: Juan Facundo Quiroga Argañaraz)  (San Antonio, 27 de novembre de 1788 - Barranca Yaco, 16 de febrer de 1835) va ser un cabdill de la província argentina de La Rioja durant el segle xix, protagonista de la seva època durant les guerres intestines que van dessagnar el país després de la independència d'Espanya.
De família terratinent, va rebre formació militar a Buenos Aires, i va participar en les guerres d'independència, en les quals va tenir un paper secundari. Posteriorment, va acabar convertint-se en l'home fort de la seva província. Home ignorant i despietat, va ser malnomenat El Tigre de los Llanos. La seva personalitat complexa va ser retratada al pamflet polític Facundo o civilización y barbarie en las pampas argentinas (Xile, 1845) de Domingo Faustino Sarmiento.
Amb Juan Manuel de Rosas, de qui va ser aliat, va ser un dels personatges històrics del bàndol de la Confederació Argentina sobre els quals més es debat, essent objecte tant d'apassionades condemnes com també d'elogis.